# Werfer-Länderkampf der Männer 1983 BR Deutschland – Polen
| 1. Leichtathletik-Länderkampf mit bundesdeutscher Beteiligung 1983 | 1. Leichtathletik-Länderkampf mit bundesdeutscher Beteiligung 1983 |
| ------------------------------------------------------------------ | ------------------------------------------------------------------ |
|                                                                    |                                                                    |
| Werfer-Vergleich der Männer: BR Deutschland – Polen                |                                                                    |
| Austragungsort                                                     | Schwäbisch Gmünd                                                   |
| Wettbewerbe                                                        | 4                                                                  |
| Datum                                                              | 12. Mai                                                            |
| 1. FRG 2. POL                                                      | 45 P 30 P                                                          |
| Chronik                                                            |                                                                    |
| ← letzter LK 1982: 00FRG-FRA Geher (M)                             | FRG-NLD/FRG-POL (F) →                                              |

Im ersten Vergleich des Länderkampfjahres 1983 traten wie in der vorangegangenen Saison die Werfer an. 1982 war Italien der Gegner gewesen, 1983 trafen die bundesdeutschen Sportler auf Polen. Die Begegnung wurde am 12. Mai in der ostwürttembergischen Stadt Schwäbisch Gmünd ausgetragen. Im Rahmen eines Dreiländervergleichs hatte es 1974 bereits einmal ein Aufeinandertreffen gegeben, an dem auch die Springer und als dritter Teilnehmer Finnland vertreten waren. Damals hatte Finnland vor der Bundesrepublik und Polen gewonnen.

## Modus
Auf dem Programm standen die vier bei Olympischen Spielen ausgetragenen Wettbewerbe aus dem Bereich Wurf/Stoß, Jede Mannschaft trat pro Disziplin mit drei Teilnehmern an. Die Punkte wurden wie folgt vergeben. 1. Platz: 7 Punkte / 2. Pl.: 5 P / 3. Pl.: 4 P / 4. Pl.: 3 P.

## Ergebnis
Das polnische Team stellte mit den Siegern im Kugelstoßen und Diskuswurf zwei Gewinner einzelner Wettbewerbe. In den Disziplinwertungen lag Polen jedoch nur im Kugelstoßen vorn. Das bundesdeutsche Team stellte die Einzelsieger im Hammer- und Speerwurf und entschied von den Disziplinwertungen außer dem Hammer- und Speerwurf auch den Diskuswurf für sich. In der Endabrechnung ergab sich daraus ein klarer bundesdeutscher Sieg mit 45 zu dreißig Punkten.

## Resultate

### Kugelstoßen
| Platz | Athlet                  | Land | Weite (m) |
| ----- | ----------------------- | ---- | --------- |
| 1     | Edward Sarul            | POL  | 20,11     |
| 2     | Eugeniusz Ballo         | POL  | 19,30     |
| 3     | Andreas Beirowski       | FRG  | 18,97     |
| 4     | Janusz Gassowski        | POL  | 18,67     |
| 5     | Claus-Dieter Föhrenbach | FRG  | 18,57     |
| 6     | Bernd Kneißler          | FRG  | 17,10     |

### Diskuswurf
| Platz | Athlet            | Land | Weite (m) |
| ----- | ----------------- | ---- | --------- |
| 1     | Dariusz Juzyszyn  | POL  | 63,80     |
| 2     | Werner Hartmann   | FRG  | 63,06     |
| 3     | Alwin Wagner      | FRG  | 62,74     |
| 4     | Alois Hannecker   | FRG  | 61,42     |
| 5     | Stanisław Wołodko | POL  | 58,60     |
| 6     | Eligiusz Pukownik | POL  | 57,64     |

### Hammerwurf
| Platz | Athlet              | Land | Weite (m) |
| ----- | ------------------- | ---- | --------- |
| 1     | Klaus Ploghaus      | FRG  | 77,40     |
| 2     | Karl-Hans Riehm     | FRG  | 76,82     |
| 3     | Zdzisław Kwaśny     | POL  | 76,14     |
| 4     | Ireneusz Golda      | POL  | 73,38     |
| 5     | Jörg Schaefer       | FRG  | 72,80     |
| 6     | Mariusz Tomaszewski | POL  | 71,38     |

### Speerwurf
| Platz | Athlet           | Land | Weite (m) |
| ----- | ---------------- | ---- | --------- |
| 1     | Klaus Tafelmeier | FRG  | 86,00     |
| 2     | Stanislaw Górak  | POL  | 83,30     |
| 3     | Helmut Schreiber | FRG  | 80,58     |
| 4     | Wolfram Gambke   | FRG  | 78,90     |
| 5     | Michał Wacławik  | POL  | 74,50     |
| 6     | Czesław Uhl      | POL  | 73,36     |